# La novella di Antonello da Palermo
La novella di Antonello da Palermo. Una novella che non poté entrare nel Decamerone è un libro di Andrea Camilleri pubblicato a nome di Boccaccio nel 2007 da Guida editori nella collana Autentici falsi d'autore.  

## Trama
Camilleri finge di avere avventurosamente trovato un manoscritto riportante una copia di una novella del Decamerone non inserita da Boccaccio nella sua opera. 
Sembra che la novella, intitolata Come Antonello Marino da Palermo, invaghitosi di Iancofiore, moglie del medico Pietro Pagolo Losapio, fingendosi di grave infermità afflitto e facendosi dal medico ospitare e curare, riesce a giacersi più fiate con la donna amata..., Boccaccio l'avesse portata con sé per farne dono a un qualche importante personaggio quando, incaricato come ambasciatore del governo fiorentino, si era recato nel 1351 in Tirolo e in Baviera per persuadere l'imperatore del Sacro Romano Impero Ludovico di Baviera (1282–1347) ad allearsi con Firenze.
L'autore narra di come sia avvenuto in possesso della novella inedita e cerca di chiarire i motivi che portarono Boccaccio ad escludere questa novella che probabilmente avrebbe dovuto far parte della Giornata Terza del Decamerone.

## Edizioni
- Andrea Camilleri, La novella di Antonello da Palermo, Napoli, Guida, 2007,  p. 64, ISBN 978-88-6042-260-6.